# Charles Bonaparte
Prins Charles Marie Jérôme Victor Bonaparte (Boulogne-Billancourt, 19 oktober 1950) is een Frans politicus en sinds 1997 is zijn zoon hoofd van het huis Bonaparte.

## Familie
Karel prins Napoléon is de zoon van Lodewijk Jérôme Victor Emanuel Leopold Marie Napoleon en Alix de Foresta. Hij is een rechtstreekse afstammeling van Carlo Maria Buonaparte, de vader van Napoleon Bonaparte. Hij heeft ook banden met het Belgisch vorstenhuis: hij is de kleinzoon van prinses Clementine van België en dus de achterkleinzoon van koning Leopold II.

### Geslachtsnaam
Bonaparte werd geboren met de familienaam Napoléon Bonaparte, maar verkreeg in 1998 rectificatie tot Napoléon terwijl hij in 2012 geslachtsnaamwijziging verkreeg tot Bonaparte.

## Huwelijk en kinderen
Charles huwde in 1978 met Béatrice van Bourbon-Sicilië (16 juni 1950) en scheidde in 1989 van haar. Uit dit huwelijk werden twee kinderen geboren:
- Caroline Marie-Constance Napoléon (24 oktober 1980)
- Jean-Christophe Napoléon (11 juli 1986)

Charles hertrouwde in 1996 met Jeanne Françoise Valliccioni (1958). Uit deze relatie hebben zij twee kinderen:
- Sophie Catherine Napoléon (18 april 1992)
- Anh Laetitia Napoléon (22 april 1998) (adoptiefdochter)

## Hoofd van het huis Bonaparte
Na het overlijden van zijn vader werd hij hoofd van de familie Bonaparte. Zijn vader, die ontevreden was over zijn scheiding, tweede huwelijk én politieke opvattingen, onterfde hem bij testament van 1996 (bekend geworden in 1997) van 'dynastieke rechten' en wees zijn kleinzoon Jean-Christophe aan als zijn opvolger als het hoofd van het huis Bonaparte. Charles vecht het testament sinds 1997 aan. Sommige monarchisten beschouwen niettemin Jean-Christophe als hoofd van het huis Bonaparte. Charles, overtuigd republikein, heeft gezegd in het openbaar dit nooit tussen zijn zoon en hem te laten komen.

## Loopbaan
Charles begon zijn loopbaan als ingenieur en was later president-directeur van een makelaardij.
In 2001 stelde hij zich kandidaat bij de gemeenteraadsverkiezingen in Ajaccio, overigens de geboorteplaats van keizer Napoleon I en diens broers, onder wie zijn voorouder koning Jérôme van Westfalen. Tussen 2001 en 2008 was hij adjunct-burgemeester van die stad. Hij is lid van het bureau van het Sociaal-economisch en cultureel comité van de Parti Socialiste (Frankrijk).
Napoleon I · Napoleon II · Jozef · Lodewijk · Napoleon III · Napoleon Eugène Lodewijk · Napoleon Jozef Karel Paul · Napoleon Victor · Lodewijk · Charles Bonaparte
- Bibliothèque nationale de France: cb12627805h (data)
- Gemeinsame Normdatei: 140021965
- International Standard Name Identifier: 0000 0001 1611 0763
- Library of Congress Control Number: n82061046
- Bibliotheek van het Japanse parlement: 001094021
- Nederlandse Thesaurus van Auteursnamen: 069317143
- Système universitaire de documentation: 06692507X
- Virtual International Authority File: 27187357
- WorldCat: E39PBJghp66W4gQdGTbFwQcQMP